# Nele Noesselt
Nele Noesselt ist eine deutsche Politikwissenschaftlerin und Sinologin. Seit 2015 ist sie Professorin für Politikwissenschaft und Politik Ostasiens/Chinas am Institut für Politikwissenschaft und am Institut für Ostasienwissenschaften der Universität Duisburg-Essen.
Noesselt studierte seit 2001 Sinologie und Politikwissenschaft an den Universitäten Heidelberg und Wien sowie für ein Semester (2002/2003) an der
Beijing Foreign Studies University. 2009 promovierte sie im Fach Sinologie, 2012 im Fach Politikwissenschaft, für das sie 2015 habilitiert wurde. Im selben Jahr nahm sie die Berufung auf den Lehrstuhl an der Universität Duisburg-Essen an. Vorher war sie Akademische Rätin an der Universität Göttingen (2009 bis 2011) und wissenschaftliche Mitarbeiterin am German Institute for Global and Area Studies (GIGA) in Hamburg (2011 bis 2015).

## Schriften (Auswahl)
- Chinesische Politik. Nationale und globale Dimensionen. 2. Auflage, Nomos, Baden-Baden 2018, ISBN 978-3-8487-4238-7.
- Governance-Formen in China. Theorie und Praxis des chinesischen Modells. Springer VS, Wiesbaden 2012, ISBN 978-3-658-00722-5.
- Alternative Weltordnungsmodelle? IB-Diskurse in China. Verlag für Sozialwissenschaften, Wiesbaden 2010, ISBN 978-3-531-17328-3.
- Die Beziehungen der EU zu China und Taiwan. Hintergründe und Perzeptionen. Kovač, Hamburg 2008, ISBN 978-3-8300-3531-2.